# Eduard Pütsep
Eduard Pütsep (21. října 1898 Vastseliina, Estonsko – 22. srpna 1960 Kuusamo, Finsko) byl estonský zápasník.
Třikrát startoval na olympijských hrách v zápase řecko-římském, jednou ve volném stylu. Poprvé startoval v roce 1920 na hrách v Antverpách, kde v pérové váze vypadl ve čtvrtém kole a obsadil tak dělené čtvrté místo. V roce 1924 na hrách v Paříži vybojoval zlatou medaili v bantamové váze. V roce 1928 na hrách v Amsterdamu vybojoval šesté místo ve stejné kategorii, nastoupil také ve volném stylu v pérové váze, ale vypadl již v prvním kole. Startoval také v roce 1936 na hrách v Berlíně, kde v lehké těžké váze vypadl ve třetím kole.
Na mistrovství světa vybojoval v roce 1921 čtvrté místo v pérové váze a v roce 1922 a 1927 stříbro v bantamové váze. V roce 1933 vybojoval na mistrovství Evropy bronz ve velterové váze. Vše v zápase řecko-římském. Třikrát se stal finským šampiónem, v roce 1921 v lehké a v letech 1923 a 1925 v pérové váze.
Aktivní kariéru ukončil v roce 1933. Poté působil jako hlavní trenér národního týmu Lotyšska a mimo jiné měl na starosti přípravu lotyšských zápasníků na berlínskou olympiádu. Za druhé světové války se odstěhoval do Finska, kde působil jako učitel zápasu. Od roku 1977 se na jeho počest koná každoročně turnaj v estonském Võru.